# Milt Wagner
Milton Wagner, detto Milt (Camden, 20 febbraio 1963), è un ex cestista e allenatore di pallacanestro statunitense, professionista NBA.
È il padre di Dajuan Wagner.

## Carriera
Wagner giocò alla Camden High School. Alto 196 centimetri, guardia tiratrice dalla University of Louisville, fu scelto nel secondo round del draft NBA 1986 dai Dallas Mavericks, e giocò due stagioni nella Lega prima di andare a giocare oltre oceano, soprattutto in Israele.
È uno dei pochi giocatori che abbia vinto titoli nazionali sia alla high school, che al college, che nella NBA, con il compagno di squadra Billy Thompson con cui giocò in tutte le categorie (eccetto in NBA dove Thompson vinse il titolo un anno prima di Milt). Anche Thompson giocò a livello professionistico in Israele.

## Allenatore
È stato dal 2006 al 2010 assistente allenatore nella squadra di pallacanestro maschile dell'Università del Texas di El Paso.

## Palmarès
- McDonald's All-American Game (1981)
- Campione NCAA (1986)
- Campionato NBA: 1

Los Angeles Lakers: 1988
- All-WBL Team (1991)